# Liste der Staatsstraßen in Oberbayern
Diese Liste der Staatsstraßen in Oberbayern ist eine Auflistung der Staatsstraßen im zu Bayern gehörenden Oberbayern. Als Abkürzung für diese Staatsstraßen dient die Abkürzung St. Die weiteren bayerischen Staatsstraßen stehen auf den folgenden Seiten:
- Liste der Staatsstraßen in Mittelfranken
- Liste der Staatsstraßen in Niederbayern
- Liste der Staatsstraßen in Oberfranken
- Liste der Staatsstraßen in der Oberpfalz
- Liste der Staatsstraßen in Schwaben
- Liste der Staatsstraßen in Unterfranken

Die Bundesautobahnen und Bundesstraßen werden gestalterisch hervorgehoben.

## Liste
Der Straßenverlauf wird in der Regel von Nord nach Süd und von West nach Ost angegeben.
| Nr.     | Verlauf |
| ------- | --- |
| St 2010 | in Miesbach – Bergham – Parsberg – Leitzach – St 2077 – Mühlau – St 2077 – Hatzl – Schmid in der Grub – Hoiß – Steinwies – Oberlengendorf – Oberhofen – Pfaffenberg – Au bei Bad Aibling – St 2089 – Wasserwiesen – Westerndorf – Pang – St 2078 – Aising – Heilig Blut – St 2362 – in Rosenheim |
| St 2014 | (St 2014 in Schwaben) – Bezirksgrenze – Staatsstraße ohne Anschluss an eine klassifizierte Straße – Bezirksgrenze – (St 2014 in Schwaben) – Bezirksgrenze – Sachsenried – Schwabsoien – Altenstadt – Schongau – Herzogsägmühle – Birkland – St 2055 |
| St 2027 | St 2035 in Ehekirchen – Buch – Holzkirchen – Wengen – Bezirksgrenze – (St 2027 in Schwaben) – Bezirksgrenze – Schwabstadl – Beuerbach – Adelshausen – St 2052 – St 2054 |
| St 2035 | – Adelschlag – Möckenlohe – Nassenfels – St 2334 – Ried – St 2214 – Neuburg an der Donau – St 2214 – St 2046 – Wagenhofen – Rohrenfels – Isenhofen – St 2050 – Ehekirchen – St 2027 – Schönesberg – Schainbach – Walda – Bezirksgrenze – (St 2035 in Schwaben) |
| St 2038 | – Hofheim – Habach – Antdorf – St 2063 in Iffeldorf |
| St 2042 | ( in Tirol, Österreich) – Staatsgrenze – Mittenwald – |
| St 2043 | St 2214 – Karlshuld – St 2049 – Niederarnbach – St 2044 – Hohenwart – |
| St 2044 | – Karlskron – St 2049 – St 2048 – Pobenhausen – St 2048 – Kaltenherberg – St 2043 – Brunnen – St 2046 – St 2050 in Schrobenhausen |
| St 2045 | (St 2045 in Schwaben) – Bezirksgrenze – Sandizell – Schrobenhausen – St 2050 – Ried – Oberlauterbach – Strobenried – Euernbach – St 2084 – Vieth – St 2084 – Gneisdorf – Mitterscheyern – Niederscheyern – Pfaffenhofen an der Ilm – Weihern – Eberstetten – Oberthann – Schweitenkirchen – Holzhäuseln – Sünzhausen – Dellnhausen – Abens – Herbersdorf – Hirnkirchen – Seysdorf – – … – St 2085 – Wang – Volkmannsdorf – Bezirksgrenze – (St 2045 in Niederbayern) |
| St 2046 | St 2035 in Wagenhofen – Untermaxfeld – Königsmoos – St 2049 – Berg im Gau – Siefhofen – Dettenhofen – Alteneich – Edelshausen – St 2044 – Königslachen – Mühlried – |
| St 2047 | St 2225 – Weigersdorf – Seuversholz – St 2228 – Rupertsbuch – Birkhof – Schernfeld – St 2387 – Eberswang – Dollnstein – St 2230 – Groppenhof – Ried – Wielandshöfe – Konstein – Wellheim – Hütting – St 2334 – Ellenbrunn – Mauern – Treidelheim – Hatzenhofen – St 2214 – Rennertshofen – Bertoldsheim – Bezirksgrenze – (St 2047 in Schwaben) – Bezirksgrenze – Wollomoos – Pfaffenhofen – Oberzeitlbach – Unterzeitlbach – Kleinberghofen – St 2054 – Petersberg – Erdweg – St 2054 – Großberghofen – Oberroth – St 2051 – Schwabhausen – Stetten – St 2050 – Lohfeld – Webling – Dachau – St 2339 – / |
| St 2048 | – Lichtenau – St 2049 – Pobenhausen – St 2044 – Freinhausen – / |
| St 2049 | (St 2049 in Schwaben) – Bezirksgrenze – Klingsmoos – St 2050 – Ludwigsmoos – Königsmoos – St 2046 – Karlshuld – St 2043 – Neuschwetzingen – St 2048 – Karlskron – St 2044 – – … – – Ronnweg – Fahlenbach – Königsfeld – St 2232 – Starzhausen – Wolnzach – St 2549 – Oberlauterbach – Bezirksgrenze – (St 2049 in Niederbayern) |
| St 2050 | – Straß – Leidling – Sinning – Nähermittenhausen – St 2035 – Hollenbach – Dinkelshausen – Achhäuser – St 2049 – Langenmosen – Schrobenhausen – St 2044 – St 2045 – Aresing – Unterweilenbach – Oberweilenbach – St 2084 – Gütersberg – Klenau – Junkenhofen – Forsthof – Stadelham – Hilgertshausen – St 2337 – Hollerschlag – Neßlholz – Stangenried – Langenpettenbach – St 2054 – Markt Indersdorf – St 2054 – Ried – Niederroth – St 2047 |
| St 2051 | (St 2051 in Schwaben) – Bezirksgrenze – Höfa – St 2052 – Odelzhausen – Wiedenzhausen – St 2054 – Altstetten – St 2047 in Oberroth |
| St 2052 | St 2051 in Höfa – Bezirksgrenze – (St 2052 in Schwaben) – Bezirksgrenze – Heinrichshofen – Egling an der Paar – Pestenacker – St 2027 – Weil – Epfenhausen – St 2054 in Landsberg am Lech |
| St 2053 | – Lustheim – Eching – St 2341 – Neufahrn bei Freising – Mintraching (Grüneck) – St 2350 – – … – in Ismaning – Unterföhring – St 2088 |
| St 2054 | / – Landsberg am Lech – St 2057 – St 2052 – St 2057 – Penzing – Ramsach – Schwabhausen – St 2027 – Kaltenberg – Geltendorf – Moorenweis – Jesenwang – Babenried – Fürstenfeldbruck – Maisach – St 2345 – Überacker – Einsbach – Sulzemoos – Bogenried – St 2051 – Welshofen – Unterweikertshofen – Guggenberg – St 2047 – Petersberg – Erdweg – St 2047 – Arnbach – Markt Indersdorf – St 2050 – Glonn – Weichs – Ebersbach – Wasenhof – Petershausen – Glonnbercha – Mühldorf – Herschenhofen – Hohenkammer – Eglhausen – Oberallershausen – Allershausen – St 2084 – Nörting – Kirchdorf an der Amper – Helfenbrunn – Palzing – Zolling – Anglberg – Weihrinnen – Haag an der Amper – Inkofen – Kirchamper – Moosburg an der Isar – St 2085 – St 2350 – Ballauf – Aich – Bezirksgrenze – (St 2054 in Niederbayern) |
| St 2055 | (St 2055 in Schwaben) – Bezirksgrenze – Asch – – … – – Kinsau – Apfeldorf – St 2014 – Rott – St 2057 – Dießen am Ammersee – St 2056 – Sankt Alban – Riederau – Rieden – Utting am Ammersee – Schondorf am Ammersee – St 2070 |
| St 2056 | St 2057 in Lengenfeld – Hagenheim – Memming – Schlöglhof – Obermühlhausen – Dettenhofen – Dießen am Ammersee – St 2055 – Vorderfischen – St 2068 – |
| St 2057 | St 2054 in Landsberg am Lech (– Abzweig zur ) – Pürgen – Lengenfeld – St 2056 – Issing – Ludenhausen – Pessenhausen – Rott – St 2055 – Wessobrunn – Zellsee – Tankenrain – Weilheim in Oberbayern – St 2064 – St 2058 – Polling – |
| St 2058 | in Ilgen – Boschach – Rudersau – Ziegelstadel – Rottenbuch – Ammerhaus – Pischlach – Böbing – Osterwald – Peißenberg – Oderding – St 2057 |
| St 2059 | (St 2059 in Schwaben) – Bezirksgrenze – Gründl – Steingaden – St 2559 – Wildsteig – |
| St 2060 | ( in Tirol, Österreich) – Staatsgrenze – Graswang – Ettaler Mühle – |
| St 2061 | Eibsee – Untergrainau – |
| St 2062 | Saulgrub – Bad Kohlgrub – Westried – Hermannswies – Murnau am Staffelsee – Achrain St 2562 – Schwaiganger – Großweil – St 2370 – Schlehdorf – in Kochel am See |
| St 2063 | St 2339 – Dachau – Karlsfeld – Allach – Obermenzing – Pipping – Pasing – Gräfelfing – St 2343 – Planegg – St 2344 – Stockdorf – Gauting – St 2349 – Mühlthal – Petersbrunn – Starnberg – St 2069 – Niederpöcking – Possenhofen – Feldafing – St 2067 – Garatshausen – Tutzing – St 2066 – Unterzeismering – Bernried am Starnberger See – Hapberg – St 2064 – Seeshaupt – Iffeldorf – St 2038 – Untereurach – Penzberg – St 2370 – Schögger am Rain – / |
| St 2064 | in Weilheim in Oberbayern – Deutenhausen – Marnbach – Magnetsried – St 2063 – Seeshaupt – Sankt Heinrich – St 2065 – Mandl – Beuerberg – St 2370 – Hofstätt – Königsdorf – Kreut – Bernwies – Unterbuchen – Spiegel – Oberfischbach – |
| St 2065 | St 2344 in Forstenried – Unterdill – Unterschorn – Wangen – St 2071 – Buchhof – Percha – St 2070 – Kempfenhausen – Berg – St 2070 – Assenhausen – Allmannshausen – Weipertshausen – Münsing – St 2371 – Holzhausen am Starnberger See – St 2064 in Sankt Heinrich |
| St 2066 | – Diemendorf – St 2063 in Tutzing |
| St 2067 | St 2070 in Inning am Ammersee – Buch am Ammersee – Breitbrunn am Ammersee – Lochschwab – Herrsching am Ammersee – St 2068 – Erling – Machtlfing – Traubing – St 2063 in Garatshausen |
| St 2068 | / – Neugermering – St 2544 – Germering – Geisenbrunn – St 2569 – St 2069 – – … – – Meiling – St 2348 – Seefeld – St 2070 – Widdersberg – Herrsching am Ammersee – St 2067 – Wartaweil – Aidenried – Mitterfischen – St 2056 in Vorderfischen |
| St 2069 | St 2345 in Olching – Eichenau – Puchheim – Alling – Gilching – Argelsried – St 2569 – St 2068 – St 2349 – in Starnberg |
| St 2070 | St 2055 – Eching am Ammersee – Inning am Ammersee – St 2067 – Schlagenhofen – Hechendorf am Pilsensee – St 2068 – Seefeld – Drößling – Perchting – St 2563 – Söcking – Starnberg – St 2063 – St 2069 – Percha – St 2065 – Kempfenhausen – Berg – St 2065 – Aufkirchen – Aufhausen – Höhenrain – Dorfen – Wolfratshausen – St 2073 – Riedhof – Egling – St 2072 – Thanning – Attenham – Endlhausen – St 2368 – Altkirchen – Sauerlach – St 2573 – Hofolding – Faistenhaar – St 2367 – St 2078 – St 2081 in Aying |
| St 2071 | St 2065 in Wangen – Neufahrn – Hohenschäftlarn – St 2571 – Schäftlarn – Dürnstein – St 2072 |
| St 2072 | in München – Giesing – Grünwald – St 2572 – Straßlach – Hailafing – St 2071 – Deining – Egling – St 2070 – Oberegling – Ascholding – St 2073 – Tattenkofen – St 2369 – Einöd – Bairawies – Mühlwastl – Walgerfranz – Bad Tölz – St 2368 – / – Knapp – Bibermühle – Steinbach – Arzbach – Schlegldorf – Kranzer – Lenggries (– Abzweig zur ) – Schellenburg – Untermurbach – Wegscheid – Ahornau – Langeneck – Leger – Tannern – Hinterbichl – Bäcker – Wieden – Laich – Jachenau – Mühle – Sachenbach – in Urfeld am Walchensee |
| St 2073 | St 2070 – Ascholding – St 2072 – Emmerkofen – Humbach – Schönegg – St 2368 – Dietramszell – St 2368 – Baumgarten – Holzkirchen – St 2573 – Oberlaindern – Mitterdarching – Mühlthal – Weyarn – St 2873 – Stürzlham – Einhaus – Thalham – in Miesbach |
| St 2075 | in Bayrischzell – Staatsgrenze – ( in Tirol, Österreich) |
| St 2076 | in Seeglas – Ostin – Hölzl – Hausham |
| St 2077 | St 2010 in Leitzach – Unterwartbichl – Unteröd – Salitersäge – Hundham – Dürnbach – Elbach – Winkl – Marbach – Fischbachau – Sandbichl – Stauden – Aurach – Spitzingsee |
| St 2078 | St 2079 in Neuperlach – Neubiberg – Ottobrunn – St 2367 – Dürrnhaar – St 2070 – Aying – Peiß – St 2081 – Göggenhofen – Großhelfendorf – Aschbach – Feldkirchen – Högling – Heufeld – St 2089 – Bad Aibling – Pullach – St 2089 – Aiblinger Au – Kolbermoor – Mitterhart – Schwaig – St 2362 – Brucklach – Hohenofen – Pang – St 2010 – Aising – |
| St 2079 | St 2078 in Neuperlach – Waldperlach – Schlag – Oberpframmern – St 2081 – Schlacht – Ursprung – Mühlthal – Glonn – St 2351 – Wetterling – St 2089 – Dorfen – Lorenzenberg – St 2089 – Aßling – St 2080 – Wollwies – Westerberg – Emmering – Bruckhof – Schalldorf – Wurzach – Rott am Inn – St 2359 – Griesstätt – Kolbing – St 2092 |
| St 2080 | St 2082 – Wifling – Ottenhofen – Markt Schwaben – St 2332 – St 2081 – Moos bei Forstinning – Schwaberwegen – Ebersberg – St 2086 – Wiesham – Grafing bei München – St 2089 – St 2351 – Straußdorf – Aßling – St 2079 – Ametsbichl – Kronbichl – Weiching – Ostermünchen – St 2358 – Oberrain – Tattenhausen – Lochberg – Deutelhausen – Moos bei Pfaffenhofen am Inn – |
| St 2081 | St 2080 in Markt Schwaben – Anzing – Frotzhofen – Purfing – Wolfesing – Zorneding – Aich – Oberpframmern – St 2079 – Tal – Orthofen – Egmating – Aying – St 2070 – St 2078 in Peiß |
| St 2082 | (St 2082 in Niederbayern) – Bezirksgrenze – St 2085 – Langenpreising – Wartenberg – Urtl – Riding – Sandberg – Fraunberg – Reichenkirchen – Tittenkofen – Langengeisling – St 2331 – Erding – St 2084 – St 2331 – Altenerding – Aufhausen – St 2080 – St 2580 – Niederneuching – Wolfsleben – Lüß – Neufinsing – Pliening – St 2332 – Landsham – Kirchheim bei München – Messestadt Riem |
| St 2084 | (St 2084 in Schwaben) – Bezirksgrenze – Gachenbach – Weilach – Flammensbach – St 2050 – Singenbach – Gerolsbach – Eisenhut – Euernbach – St 2045 – Vieth – St 2045 – Scheyern – Ilmmünster – Letten – Paunzhausen – Schernbuch – Aiterbach – St 2054 – Allershausen – St 2054 – Göttschlag – Eberspoint – Dorfacker – Thalhausen – Weltwald Freising – Freising – St 2350 – St 2580 – St 2584 – Erding – St 2082 – Ammersdorf – Flanning – Neumauggen – Kirchasch – Polzing – Untermailling – Schaftlding – Landersdorf – Dorfen – St 2086 – Straß – Schwindkirchen – Niederloh – Schwindegg – St 2087 – Weidenbach – Söllerstadt – / |
| St 2085 | (St 2085 in Niederbayern) – Bezirksgrenze – Hebrontshausen – Grafendorf – Goglhof – Hörgertshausen – Doidorf – Mauern – Niederndorf – Pfettrach – Zieglberg – St 2045 – Moosburg an der Isar – St 2054 – St 2350 – St 2331 – Pottenau – St 2082 |
| St 2086 | St 2080 in Ebersberg – Gmaind – Hohenlinden – St 2331 – Niederkaging – Mittbach – Pemmering – Burgrain – Isen – St 2332 – Aschberg – Unterthalham – Vocking – Lappach bei Dorfen – Dorfen – Hampersdorf – Großkatzbach – Grüntegernbach – St 2087 – Buchbach – Besenbuchbach – Ranoldsberg – Oberbergkirchen – St 2354 – Bichling – Höhfurth – St 2091 – Groislmühl – Ellwichtern – Winkelmühl – Kai – Lamprechten – Neumarkt-Sankt Veit – Rott – Sägmühle – St 2111 – Grafing – Bezirksgrenze – (St 2086 in Niederbayern) |
| St 2087 | (St 2087 in Niederbayern) – Bezirksgrenze – Buchbach – St 2086 – St 2084 in Schwindegg |
| St 2088 | St 2350 in München – Oberföhring – in Bogenhausen |
| St 2089 | – Grafing bei München – St 2080 – St 2351 – Bachhäusl – Oberelkofen – Eisendorf – Lorenzenberg – St 2079 – Dorfen – St 2079 – Hohenthann – Schönau – Mailling – Beyharting – St 2358 – Maxlrain – Wilpasing – Mietraching – St 2078 – Bad Aibling – Pullach – St 2078 – St 2010 – Bad Feilnbach – Derndorf – Litzldorf – Großholzhausen – Brannenburg – St 2363 – St 2359 – Flintsbach am Inn – Fischbach am Inn – Einöden – Niederaudorf – Auerbach – Oberaudorf – St 2093 – Mühlbach – Ried – St 2589 – Kiefersfelden – Staatsgrenze – ( in Tirol, Österreich) |
| St 2091 | St 2086 – Brodfurth – Lohkirchen – Wotting – Ehegarten – Englhör – Zangberg – St 2354 – Moos – Reibbruck – Ampfing – Holzheim – Waldkraiburg – St 2352 – Pürten – St 2092 – Niederndorf – Kraiburg am Inn – St 2092 – Reiching – Pietenberg – St 2360 – Taufkirchen – St 2360 – Weiß – Peterskirchen – Pfarrhof – Buchöster – Emertsham – Deisenham – St 2357 – Waltersham – in Trostberg |
| St 2092 | / – Mühldorf am Inn – St 2352 – St 2550 – Hammer – Seeor – Unterflossing – Oberflossing – St 2355 – Obermoosham – Frauendorf – Mitterpleining – St 2360 – Fisslkling (– Abzweig zur St 2091) – Kraiburg am Inn – St 2091 – Haag – Hofbauer – Ullading – Haimbuch – Schatzwinkel – Unterreit – St 2353 – Oberreith – Wildfreizeitpark Oberreith – Irlham – Pertlsham – Griesmeier – Babensham – Penzing – Wasserburg am Inn – St 2359 – Eiselfing – Alteiselfing – Bergham – Perfall – St 2079 – Halfing – St 2360 – Bad Endorf – St 2095 – Mauerkirchen – Rimsting – St 2093 – Otterkring – Prien am Chiemsee – St 2093 – Egerndorf – Weisham – / |
| St 2093 | St 2089 in Oberaudorf – Staatsgrenze – ( und in Tirol, Österreich) – Staatsgrenze – Sachrang – Huben – Grattenbach – Stein – Schwarzenstein – Außerwald – Brückl – Hohenaschau im Chiemgau – Aschau im Chiemgau – Frasdorf – Lochen – Hendenham – Aich – Hierankl – Reit – Prutdorf – Bachham – Mitterweg – Siggenham – Sankt Salvator – St 2092 – Prien am Chiemsee – Otterkring – Rimsting – St 2092 – Aiterbach – Hochstätt – Breitenloh – Breitbrunn am Chiemsee – Gstadt am Chiemsee – Mitterndorf – Gollenshausen am Chiemsee – St 2095 – Lambach – Esbaum – Seebruck – St 2094 – Graben – St 2095 – Arlaching – Luging – Castrum – Truchtlaching – Perading – Offling – Altenmarkt an der Alz – Stein an der Traun – Fasanenjäger – Benetsham – Barmbichl – Palling – Unterhafing – St 2105 in Wiesmühl       |
| St 2094 | – Klosterseeon – St 2093/St 2095 in Seebruck |
| St 2095 | in Rosenheim – St 2359 – St 2362 – Haidholzen – Waldering – Bamham – Prutting – St 2360 – Reischach – Innthal – Bad Endorf – St 2092 – Hemhof – Schlicht – Natzing – Weisham – St 2093 – Lambach – Esbaum – Seebruck – St 2094 – Graben – St 2093 – Arlaching – Egerer – Laimgrub – St 2096 – Kleeham – Kraimoos – Erlstätt – Traunstein – St 2105 – Axdorf – Vachendorf – Humhausen – |
| St 2096 | St 2104 in Traunreut – Oderberg – Traunwalchen – Matzing – Sondermoning – Laimgrub – St 2095 – Chieming – Unterhochstätt – Hagenau – Hirschau – Grabenstätt – Winkl bei Grabenstätt – Stegen – Mauthhäusl – in Staudach |
| St 2097 | – Stanggaß – Berchtesgaden – / |
| St 2098 | – Höpfling – Wiesen – Eisenärzt – Neustadl – Lohen – Ruhpolding – Niedervachenau – Schwaig – Fuchsau – |
| St 2099 | ( im Land Salzburg, Österreich) – Staatsgrenze – Strecke nicht befahrbar – Hirschbichl – Hintersee – Ramsau bei Berchtesgaden – |
| St 2100 | in Bischofswiesen – Anzenbach – Berchtesgaden – |
| St 2101 | – Thumsee – / in Bad Reichenhall |
| St 2102 | in Neukirchen am Teisenberg – Mühlpoint – Achthal – in Oberteisendorf |
| St 2103 | ( im Land Salzburg, Österreich) – Staatsgrenze – Laufen – Haiden – Froschham – Leobendorf – Dorfen – Schönram – St 2104 – Punschern – Teisendorf – Grubenhaus – Wernersbichl – Oberstraß – Mayrhofen – Thannwies – Moosbacherau – Pfingstl – Aufham – Unterberg – Urwies – in Mauthausen |
| St 2104 | – Traunreut – St 2096 – Oberwalchen – Pierling – Holzhausen – Biburg – Otting – St 2105 – Waging am See – St 2105 – Gaden – Buchwinkel – Seeberg – Quellgrund – Neukrämer – Wasserbrenner – Schönram – St 2103 – Schign – Neusillersdorf – Maulfurth – Freilassing – / |
| St 2105 | – Kay – Wiesmühl – St 2093 – Weilham – Haus – Tengling – Fisching – Taching am See – Fisching – Waging am See – St 2104 – Greinach – Traunstein – St 2095 – Seiboldsdorf – Traundorf – in Siegsdorf |
| St 2106 | St 2357 – Oberbuch – Tyrlaching – Bergham – Lanzing – Tittmoning – Staatsgrenze – (1007 im Land Salzburg, Österreich) |
| St 2107 | St 2876 – Neuötting – St 2550 – Altötting – St 2607 – Kastl – Gendorf – St 2356 – Burgkirchen an der Alz – Hecketstall – Pirach – Quick – Hochöster – St 2357 – |
| St 2108 | (St 2108 in Niederbayern) – … – Bezirksgrenze – … – St 2550 in Neuötting – St 2607 – Emmerting – St 2356 – Hohenwart – Burghausen – Staatsgrenze – (Österreich) |
| St 2111 | (St 2111 in Niederbayern) – Bezirksgrenze – St 2086 in Hörbering |
| St 2214 | (St 2214 in Schwaben) – Bezirksgrenze – Ammerfeld – Rennertshofen – St 2047 – Hatzenhofen – Stepperg – Riedensheim – Bittenbrunn – Neuburg an der Donau – St 2035 – Ried – Bergheim – St 2043 – Irgertsheim – Dünzlau – an der Gabel |
| St 2225 | (St 2225 in Mittelfranken) – Bezirksgrenze – Mantlach – Titting – Erkertshofen – St 2228 – Wachenzell – Pollenfeld – St 2228 – St 2047 – Preith – St 2230 in Eichstätt |
| St 2227 | (St 2227 in Mittelfranken) – Bezirksgrenze – Kinding – St 2228 |
| St 2228 | (St 2228 in Mittelfranken) – Bezirksgrenze – Kaldorf – St 2047 – Seuversholz – St 2047 – Pollenfeld – St 2225 – Wachenzell – St 2225 – St 2336 – Altdorf – Erlingshofen – Schafhausen – Enkering – St 2227 – Kinding – St 2230 |
| St 2229 | in Paulushofen – Grampersdorf – St 2392 – Denkendorf – St 2392 – Appertshofen – Stammham – Hepberg – St 2335 – Lenting – Oberhaunstadt – Ingolstadt – / |
| St 2230 | (St 2230 in Mittelfranken) – Bezirksgrenze – Altendorf – Dollnstein – St 2047 – Breitenfurt – Obereichstätt – Eichstätt – St 2225 – Landershofen – Pfünz – Pfalzpaint – St 2336 – Gungolding – Arnsberg – Böhming – Kipfenberg – St 2392 – Kemathen – St 2228 – Kinding – Pfraundorf – Badanhausen – Beilngries – Leising – Bezirksgrenze – (St 2230 in der Oberpfalz) |
| St 2231 | (St 2231 in Niederbayern) – Bezirksgrenze – Hexenagger – St 2232 – Altmannstein – Mendorf – Weißendorf – Oberdolling – Theißing – Demling – St 2335 – in Mailing |
| St 2232 | St 2231 – Tettenwang – Laimerstadt – Lobsing – Forchheim – Pförring – Wackerstein – Dünzing – Vohburg an der Donau – Rockolding – Nötting – Geisenfeld – St 2335 – Zell – St 2335 – Ainau – Königsfeld – St 2049 – Schwaig – Burgstall – Rohrbach – St 2549 – Bruckbach – in Pfaffenhofen an der Ilm |
| St 2233 | (St 2233 in Niederbayern) – Bezirksgrenze – Münchsmünster – |
| St 2330 | (St 2330 in Niederbayern) – Bezirksgrenze – Arndorf – Schröding – Niederstraubing – Hofstarring – Erdmannsdorf – in Großstockach |
| St 2331 | St 2085 – Rosenau – Niederlern – Mitterlern – Berglern – Glaslern – Mooslern – Langengeisling – St 2082 – Erding – St 2084 – Altenerding – Hörlkofen – – Harthofen – St 2332 – Reithofen – Forstern – Hohenlinden |
| St 2332 | St 2082 in Pliening – Gelting – St 2580 – Markt Schwaben – St 2080 – Pastetten – St 2331 – Harthofen – Buch am Buchrain – Kaltenbach – St 2086 in Isen |
| St 2334 | St 2047 in Hütting – Bergen bei Neuburg – St 2035 |
| St 2335 | – Gaimersheim – Etting – Wettstetten – Lenting – St 2229 – Kösching – St 2231 – Großmehring – Rottmannshart – Manching – Forstwiesen – Geisenfeldwinden – Geisenfeld – St 2232 – Zell – St 2232 – Ziegelstadel – Rottenegg – Brunn – Bezirksgrenze – (St 2335 in Niederbayern) |
| St 2336 | (St 2336 in der Oberpfalz) – Bezirksgrenze – Litterzhofen – St 2393 – Bezirksgrenze – (St 2336 in Mittelfranken) – Bezirksgrenze – Emsing – St 2390 – Altdorf – St 2228 – Hirnstetten – Pfahldorf – Gungolding – St 2330 – Hofstetten – Hitzhofen – |
| St 2337 | St 2050 in Hilgertshausen – Thalmannsdorf – Volkersdorf – Priel – Lampertshausen – Steinkirchen – Pischelsdorf – Lausham – Holzhof – in Reichertshausen |
| St 2339 | – Günding – Mitterndorf – Dachau – St 2047 – St 2063 – Hebertshausen – Deutenhofen – Ampermoching – Ottershausen – Haimhausen – St 2339 – Günzenhausen – Fürholzen – Massenhausen – St 2341 – Giggenhausen – Pallhausen – Vötting – St 2084 in Freising |
| St 2340 | St 2339 in Haimhausen – (jetzt St 2339) |
| St 2341 | St 2339 in Massenhausen – St 2053 in Neufahrn bei Freising |
| St 2342 | / – Unterschleißheim – Oberschleißheim – Feldmoching – Lerchenau – in Milbertshofen (in Feldmoching wird sie kurz zur Feldmochinger Straße um dann über die Josef-Frankl-Straße zur Lerchenauer Straße zu werden.) |
| St 2343 | St 2063 in Gräfelfing – Martinsried – Großhadern – / in Mittersendling |
| St 2344 | St 2063 in Planegg – Martinsried – Neuried – Fürstenried – St 2065 – Forstenried – Obersendling – |
| St 2345 | St 2054 in Maisach – Gernlinden – Esting – Olching – St 2069 – Gröbenzell – Lochhausen – Aubing – in Pasing |
| St 2346 | St 2057 – Schwifting – Unterfinning – Achselschwang – St 2347 – St 2055 in Schondorf am Ammersee |
| St 2347 | St 2346 – St 2055 in Utting am Ammersee |
| St 2348 | – Etterschlag – Waldbrunn – Wörthsee – Steinebach am Wörthsee – Auing – St 2068 in Seefeld |
| St 2349 | – Weßling – Oberpfaffenhofen – St 2069 – Unterbrunn – St 2063 in Gauting |
| St 2350 | in München – St 2088 – Freimann – Auensiedlung – Dirnismaning – Garching bei München – Garching bei München, Hochschul- und Forschungszentrum – Dietersheim – Mintraching (Grüneck) – Achering – Dürneck – Freising – St 2084 – Tuching – Marzling – Langenbach – Thonstetten – Moosburg an der Isar – St 2085 – Degernpoint – / |
| St 2351 | St 2079 in Glonn – Moosach – Gutterstätt – Taglaching – Pierstling – Grafing-Bahnhof – Gindlkofen – St 2080/St 2089 in Grafing bei München |
| St 2352 | St 2353 in Gars am Inn – Daumoos – Stadel – Wörth – Reisleite – Au am Inn – Untermödling – Troibach – Kemating – Aschau am Inn – Thann – Waldkraiburg – St 2091 – St 2550 – St 2092 in Mühldorf am Inn |
| St 2353 | St 2352 in Gars am Inn – Haiden – Gars Bahnhof – Stadl – St 2092 in Unterreit |
| St 2354 | St 2086 – St 2091 in Zangberg |
| St 2355 | St 2092 – Oberflossing – Reichwinkl – Oberneukirchen – Aicher an der Straß – in Garching an der Alz |
| St 2356 | – Hart an der Alz – Hirten – Magerl – Obermühl – Unterberg – Burgkirchen an der Alz – St 2107 – St 2108 in Emmerting |
| St 2357 | – Rinkertsham – Schnaitsee – St 2360 – Harpfing – Bernbichl – Kienberg – Gigling – Pößmoos – Waltersham – St 2091 – Trostberg – Deinting – St 2106 – Günzelham – Attenberg – Kirchweidach – Kriechbaum – Brandhub – Mooseck – Grassach – Enhof – St 2107 – Hochöster – – … – in Burghausen – Staatsgrenze – (Österreich) |
| St 2358 | St 2089 in Beyharting – Tuntenhausen – Hörmating – Schweizerting – St 2080 in Ostermünchen |
| St 2359 | – Wasserburg am Inn – St 2092 – Höhfelden – Freiham – Laiming – Griesstätt – St 2079 – Holzhausen – Winkl – Vogtareuth – Tödtenberg – Straßöd – Lochen – Aign – Lack – Grasweg – Haiden – Höhensteig – Entleiten – Rosenheim – St 2362 – St 2095 – Thansau – Rohrdorf – Altenbeuern – Neubeuern – Unterpösnach – Zain – Nußdorf am Inn – Tiefenbach – Grießenbach – St 2089 in Brannenburg |
| St 2360 | St 2092 – Lanzing – St 2091 – Taufkirchen – St 2091 – Waldhausen – Waltlham – St 2357 – Frabertsham – Allertsham – Reiterberg – Attenberg – Liedering – Grünhofen – Amerang – Unterratting – Hofbau – Halfing – St 2092 – Mühldorf – Dingbuch – Söchtenau – Rins – St 2095 in Prutting |
| St 2362 | St 2010 in Heilig Blut – Aisingerwies – St 2078 – Schwaig – Rosenheim – St 2359 – St 2095 – Haidholzen – Stephanskirchen – Ried – Riedering – Unterputting – Persdorf – Esbaum – Schmidham – Söllhuben – Pfaffenbichl – Kohlstattberg – Ginnerting – Frasdorf – St 2093 |
| St 2363 | / in Pfraundorf – Redenfelden – Raubling – Kirchdorf am Inn – Reischenhart – St 2089 in Brannenburg |
| St 2364 | ( in Tirol, Österreich) – Staatsgrenze – in Reit im Winkl |
| St 2365 | in Waakirchen – Hauserdörfl – Finsterwald – St 2366 – Gmund am Tegernsee – Dürnbach – Festenbach – |
| St 2366 | St 2365 in Finsterwald – |
| St 2367 | St 2078 – St 2070 in Faistenhaar |
| St 2368 | Perlach – Unterhaching – Taufkirchen – Bergham – Potzham (– Abzweig zur ) – Oberhaching – Deisenhofen – Oberbiberg – Endlhausen – St 2070 – Fraßhausen – Wiesschuster – Linden – Schönegg – St 2073 – Dietramszell – St 2073 – Obermühlthal – Kirchbichl – Ellbach – St 2072 in Bad Tölz |
| St 2369 | – Geretsried – St 2072 |
| St 2370 | in Wolfratshausen – Achmühle – Eurasburg – Lengenwies – Beuerberg – St 2064 – Brandstätt – Bachbauer – Quarzbichl – Penzberg – St 2063 – Sindelsdorf – Mühleck – Zell – Kleinweil – St 2062 in Großweil |
| St 2371 | St 2065 in Münsing – / |
| St 2372 | / – Uffing am Staffelsee – Rieden – Seehausen am Staffelsee – Murnau am Staffelsee – St 2062 – |
| St 2387 | (St 2387 in Mittelfranken) – Bezirksgrenze – Schönau – St 2047 |
| St 2390 | St 2225 in Titting – St 2336 in Emsing |
| St 2392 | St 2230 in Kipfenberg – Denkendorf – St 2229 – St 2229 – Dörndorf – Bitz – Winden – in Pondorf |
| St 2393 | St 2236 – Biberbach – |
| St 2538 | St 2038 in Iffeldorf – St 2063 in Untereurach |
| St 2542 | in Klais – Mittenwald – |
| St 2544 | – Germering – St 2068 – |
| St 2549 | St 2232 in Rohrbach – St 2049 in Wolnzach |
| St 2550 | – Mettenheim-Hart – St 2352 – Mühldorf am Inn – St 2092 – Weiding – Teising – Altötting – St 2107 – Neuötting – St 2108 – Riedergütl – |
| St 2559 | St 2059 – Wies |
| St 2562 | St 2062 – Ohlstadt – |
| St 2563 | St 2070 – Söcking – |
| St 2571 | St 2071 – in Ebenhausen |
| St 2572 | in Höllriegelskreuth – St 2072 in Grünwald |
| St 2573 | – Lanzenhaar – Sauerlach – St 2070 – Lochhofen – Otterfing – Teufelsgraben – Holzkirchen – |
| St 2574 | St 2072 in Lenggries – in Lenggries (jetzt Abzweig der St 2072) |
| St 2580 | Gaden-Süd – St 2084 – St 2584 – St 2084 – Erding – St 2082 – St 2332 – |
| St 2584 | – Flughafen München – St 2580 |
| St 2589 | St 2089 in Kiefersfelden – |
| St 2607 | St 2107 in Altötting – St 2108 |
| St 2873 | – St 2073 in Weyarn |
| St 2876 | / – Kronberg – St 2107 – / |
| St 2971 | St 2071 – St 2072 |